# Valentino Fashion Group
Pour les articles homonymes, voir Valentino.
Valentino Fashion Group est une société fondée après le rachat de la maison de haute couture Valentino de Valentino Garavani. Le groupe appartient de nos jours au fonds d'investissement qatari Mayhoola for investments.

## Valentino après Valentino
Valentino Fashion Group était la propriété du fonds d'investissement britannique Permira depuis 2007, et anciennement du groupe Marzotto SpA depuis 2005, date de sa création pour regrouper l'ensemble des activités d'habillement du groupe Marzotto et les différencier de l'activité de filature.
Le siège social du groupe se trouve à Milan, mais toute la direction administrative est à Valdagno, dans la province de Vicence, fief de la famille Marzotto. Depuis sa création en 2005, et bien que faisant partie du groupe Marzotto, la société est cotée à la Bourse de Milan.
En octobre 2007, à la suite de la décision du styliste Valentino Garavani, surnommé le Divino, de se retirer du monde de la création, le groupe confie à Alessandra Facchinetti, anciennement responsable de la Gamme Rouge chez Moncler, la direction artistique. À la suite de son départ durant le second semestre 2008, le groupe réorganise son équipe de conception de produits et confirme Maria Grazia Chiuri et Pierpaolo Piccioli comme directeurs artistiques, après avoir été pendant une dizaine d'années à la création des lignes d'accessoires en ayant su développer plus particulièrement la collection « chaussures ».
Régulièrement depuis 2009, des rumeurs de vente de la marque Valentino ou de prise de participation par un tiers apparaissent dans les médias, dont en 2012 par l'entreprise Puig ayant déjà la marque Jean Paul Gaultier ; le groupe Puig commercialise déjà sous licence les parfums de la marque Valentino. Finalement, le rachat de la part de Permira se fait par un fonds qatari :  la société est revendue en juillet 2012, pour environ 700 millions d'euros, à la famille régnante du Qatar par l'intermédiaire de Mayhoola for Investments SPC,. 
Historiquement, la marque Valentino est internationalement connue depuis des décennies pour utiliser dans ses créations la couleur rouge, ainsi que des drapés.
En mai 2021, la maison de couture s'engage à ne plus utiliser de fourrure animale dans ses collections à partir de 2022.
En mai 2025, la filiale Valentino Bags Lab, a été placée, par un tribunal de Milan, sous administration judiciaire. L'enquête, menée de mars à décembre 2024, a prouvé que les entreprises sous-traitantes ont exploité des travailleurs. Un sous-traitant chinois de Valentino Bags Lab fabriquait 4 000 sacs par mois, pour un coût compris entre 35 € et 75 €, alors qu'ils étaient disponibles à la vente pour un prix boutique allant de 1 900 € à 2 200 €. 

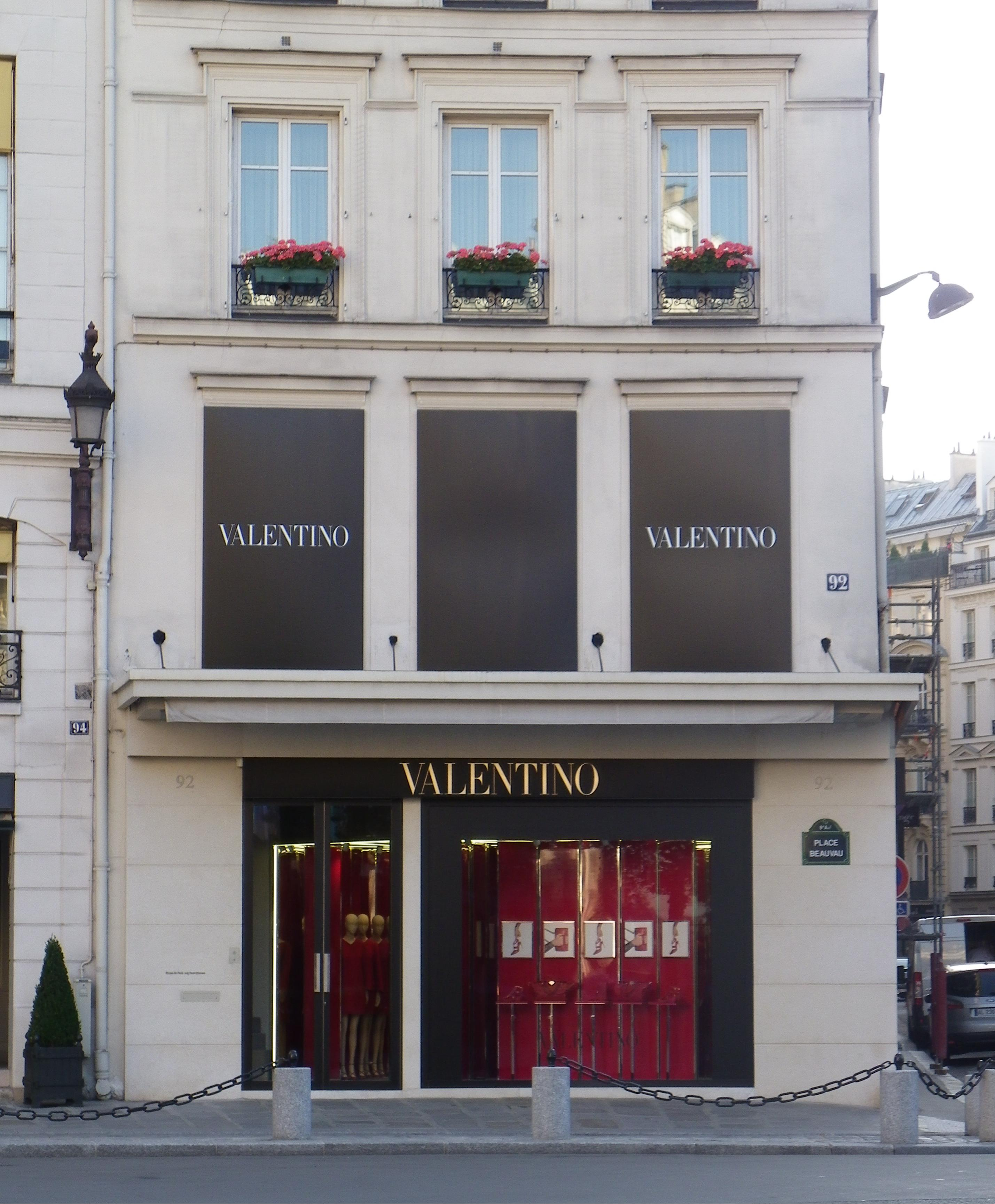
Boutique Valentino située place Beauvau à Paris

## Marques du groupe
Les marques du groupe sont : 
- Valentino, Valentino Garavani, Valentino Roma, Red Valentino (12 % du chiffre d'affaires du groupe en 2006[13], 322,4 millions d'euros de chiffre d'affaires en 2011);
- Uomo Lebole ;
- Principe ;
- MCS (anciennement Marlboro Classics[14]) depuis 1986-2015 ;
- M Missoni;
- une participation dans la marque de mode Proenza Schouler, jusqu'en juin 2011[15].
- Hugo Boss pour le prêt-à-porter « hommes » et « femmes » ainsi que les parfums, représentant trois quarts du chiffre d'affaires en 2008[16] ; en 2009, à la suite d'une restructuration de la dette du groupe, cette marque est scindée du reste du groupe pour revenir directement au fonds d'investissement Permira. Avec le rachat du groupe Valentino Fashion Group par Mayhoola for Investments SPC en 2012, la marque Hugo Boss, valorisée pour plus de 5 milliards d'euros, reste donc la propriété de Permira[17].